# Parti national catholique
Le Parti national catholique (Katholieke Nationale Partij, KNP) est un ancien parti politique néerlandais de tendance démocrate-chrétienne.

## Histoire
Le Parti national catholique (KNP) a été fondé le 11 décembre 1948 en continuation de la liste Welter. Cette liste avait obtenu un siège lors des élections législatives de 1948. Le parti est dirigé par Charles Welter, un ancien Ministre des Affaires coloniales et ancien membre du Parti populaire catholique (KVP). Contrairement au KVP, le KNP est opposé au soutien du gouvernement néerlandais à l'indépendance de l'Indonésie et à la coopération avec le Parti travailliste (PvdA).
Lors des élections législatives de 1952, le Parti national catholique remporte deux sièges. En 1955, les évêques font pression sur le KNP pour que le parti fusionne à nouveau avec le KVP, ce qui est fait. Charles Welter sera réélu au parlement en 1956 et en 1959 sur les listes du Parti populaire catholique.

## Idéologie
Le Parti national catholique (KNP) était un parti catholique soutenant des politiques démocrates-chrétiennes. Il était conservateur dans les domaines économiques et éthiques.
L'unité de l'Empire néerlandais était le sujet le plus important pour le KNP. Opposé à l'indépendance des Indes néerlandaises, il soutenait un royaume dans lequel les Pays-Bas et l'Indonésie auraient été des partenaires égaux. En 1950, une fois que l'indépendance de l'Indonésie était irréversible, le parti s'est profilé sur d'autres sujets. Il a soutenu les intérêts des Papous, des habitants de l'île d'Ambon et des citoyens néerlandais.
Le KNP a également cherché à limiter l'influence de gouvernement dans la société et à réduire les dépenses du gouvernement. Il soutenait en revanche des dépenses accrues dans l'agriculture et la construction navale.

## Électorat
L'électorat du KNP était réparti sur l'ensemble du pays, mais culminait à La Haye, où habitaient de nombreux anciens fonctionnaires des Indes néerlandaises et était plus faible dans le nord du pays.

## Sources
- (en) Cet article est partiellement ou en totalité issu de l’article de Wikipédia en anglais intitulé « Catholic National Party » (voir la liste des auteurs).